# Фильцбах
Фильцбах (нем. Filzbach) — бывшая коммуна в Швейцарии, в кантоне Гларус.
1 января 2011 года вошла в состав коммуны Гларус Норд.
Население составляет 503 человека (на 31 декабря 2006 года). Официальный код — 1608.

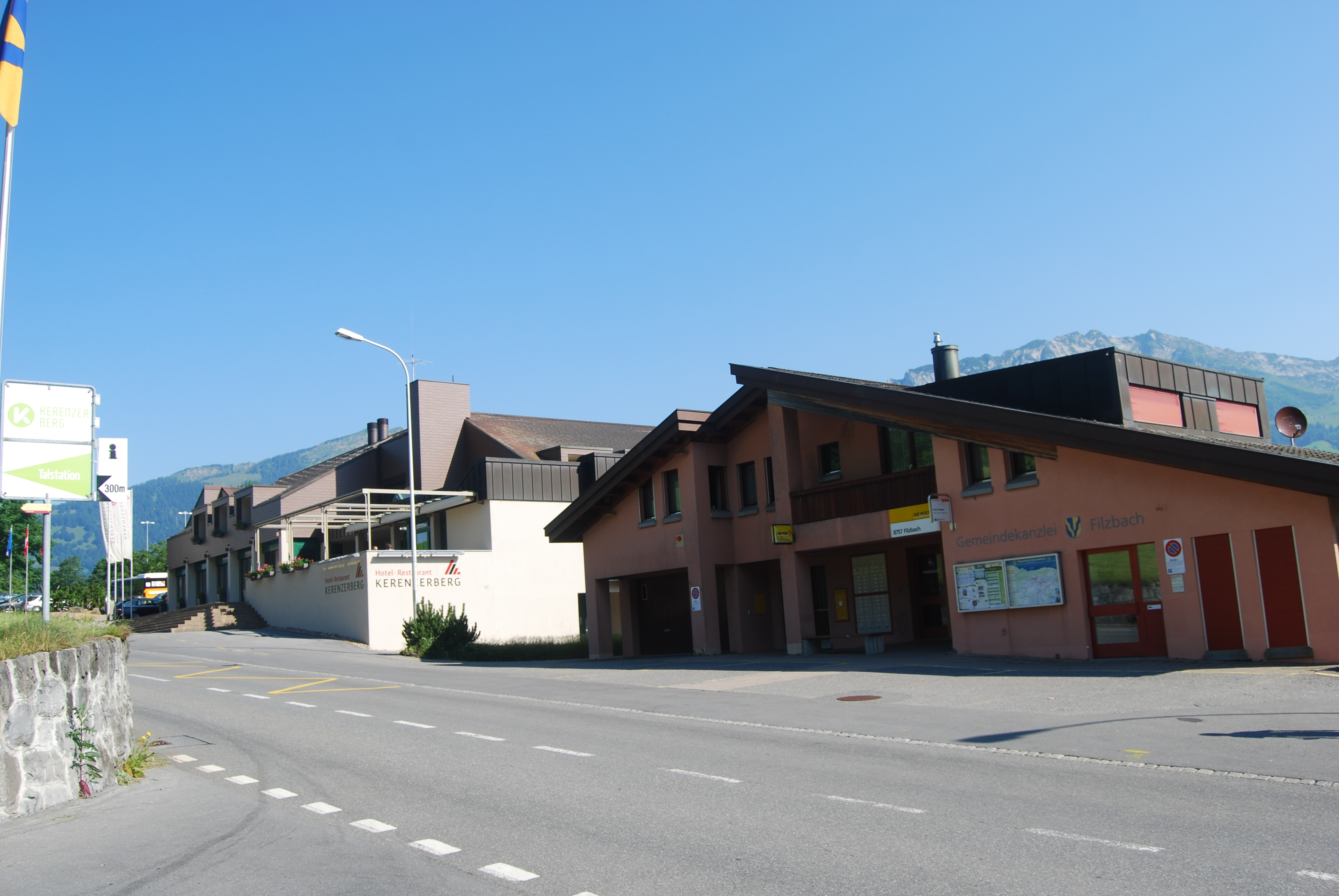
Фильцбах